# Naraves
Naraves (Naravas, Ναραύας) fou un cap númida que va tenir una part rellevant a la guerra dels mercenaris.
Inicialment es va decantar pels rebels i es va unir a l'exèrcit d'Espendi, però més tard va decidir fer costat als cartaginesos, en un moment crític de la guerra, vencent el 239 aC en la batalla del riu Bàgradas. Segurament aquesta deserció va salvar a l'exèrcit d'Amílcar Barca de la destrucció. El seu canvi s'atribueix a la influència personal d'Amílcar que el va rebre amb els braços oberts i li va prometre la seva filla en matrimoni.
A la resta de la guerra va fer costat als cartaginesos amb fidelitat. Naravas era la forma grega del nom que originalment era probablement Narbal o Naarbaal.